# Republic F-84 Thunderjet
Republic Aviation F-84 Thunderjet – samolot odrzutowy skonstruowany pod koniec drugiej wojny światowej dla USAAF-u, jeden z pierwszych myśliwców odrzutowych po drugiej wojnie światowej. Początkowe oznaczenie P-84 zmieniono na F-84 wraz z wprowadzeniem w USAF-ie nowego systemu oznaczeń. Prototyp oblatano 28 lutego 1946 roku, a do 1953 roku wyprodukowano łącznie około 4450 sztuk.
Skrzydła pierwszych wersji F-84 nie miały skosu, co powodowało, że w wojnie koreańskiej nie były w stanie sprostać górującym nad nimi osiągami myśliwcom MiG-15. Skośne powierzchnie nośne MiG-ów powodowały mniejsze opory aerodynamiczne w zakresie większych prędkości, pozwalając na znacznie lepsze osiągi w locie. W tych starciach Thunderjety odniosły tylko 9 zwycięstw przy utracie przynajmniej 18 swoich samolotów w walkach powietrznych. F-84 wycofano z tego powodu z użycia jako myśliwce i zaczęto stosować jako samoloty myśliwsko-bombowe do ataków na pociągi, magazyny, mosty, tamy, pozycje i wojska wroga. W tej roli maszyna przenosiła bomby (w tym zasobniki z napalmem) i niekierowane pociski rakietowe. Ogółem między 1951 a 1953 rokiem odbyły nad Półwyspem Koreańskim 86 408 lotów bojowych, zrzucając m.in. 50 427 ton bomb. Przynajmniej 122 samoloty utracono przez ogień z ziemi, ogółem utracono ze wszystkich przyczyn 305 maszyn (inne dane: 335).
Niepowodzenie wersji F-84 z prostymi skrzydłami w planowanej pierwotnie roli samolotu myśliwskiego przyczyniło się do powstania późniejszych, poprawionych wersji ze skośnymi skrzydłami. Znacznie zmodyfikowany samolot otrzymał ostatecznie oznaczenie F-84F Thunderstreak (prototyp oznaczono początkowo jako YF-96, co implikowałoby zupełnie nowe oznakowanie wersji seryjnej). Na bazie F-84F powstała także wersja rozpoznawcza RF-84F Thunderflash.
F-84 był pierwszym amerykańskim samolotem myśliwskim zdolnym przenosić taktyczną broń atomową o mocy 8–60 kT.
W 1953 roku czechosłowacki MiG-15 (S-102) przechwycił amerykańskiego F-84E nad granicą z Niemcami i oddał w jego kierunku dwie salwy ostrzegawcze. Zrobił to jednak tak nieudolnie, że obie trafiły samolot, a po drugiej (już nad amerykańską strefą okupacyjną) Thunderjet zapalił się, a Amerykanin musiał katapultować się nad Bawarią.

## Wersje
- XF-84 – 3 prototypy
- YF-84A – 15 maszyn z produkcji przedseryjnej
- F-84A – nie wyprodukowano (zamówienie opiewało na 99 maszyn)
- F-84B – pierwsza wersja seryjna, silnik J35-A-15, wyprodukowano 226 sztuk
- F-84C – wersja rozwojowa F-84B, silnik J35-A-13, ulepszona hydraulika i elektryka, wyprodukowano 191 sztuk
- F-84D – wersja rozwojowa F-84C, silnik J35-A-17, dłuższy kadłub, nowe skrzydła, zewnętrzne zbiorniki paliwa, wyprodukowano 154 sztuki
- F-84E – wersja rozwojowa F-84D, silnik J35-A-17D, radar celowniczy AN/APG-30, wyprodukowano 843 sztuk
- YF-96A – wersja przedseryjna F-84F, przebudowana później do celów eksperymentalnych i oznaczona YRF-84F. 1 egzemplarz (Seriennummer 49-2430)
- F-84F – (YF-96) wersja rozwojowa na bazie F-84E z silnikiem Wright J65, skośne powierzchnie nośne, znana jako „Thunderstreak”, wyprodukowano 2711 sztuk
- RF-84F – samolot rozpoznawczy na bazie F-84F, znany jako „Thunderflash”, wyprodukowano 715 sztuk
- F-84G – wersja rozwojowa F-84E, silnik J35-A-29, autopilot, zdolna do tankowania w powietrzu i przenoszenia bomb atomowych Mark 7, wyprodukowano 3025 sztuk (1936 dla NATO). F-84G używała formacja akrobatyczna Turkish Stars do swoich pokazów.
- XF-84H – 2 egzemplarze eksperymentalne do prób z silnikami turbośmigłowymi, ze względu na wytwarzany hałas zwane „Thunderscreech”

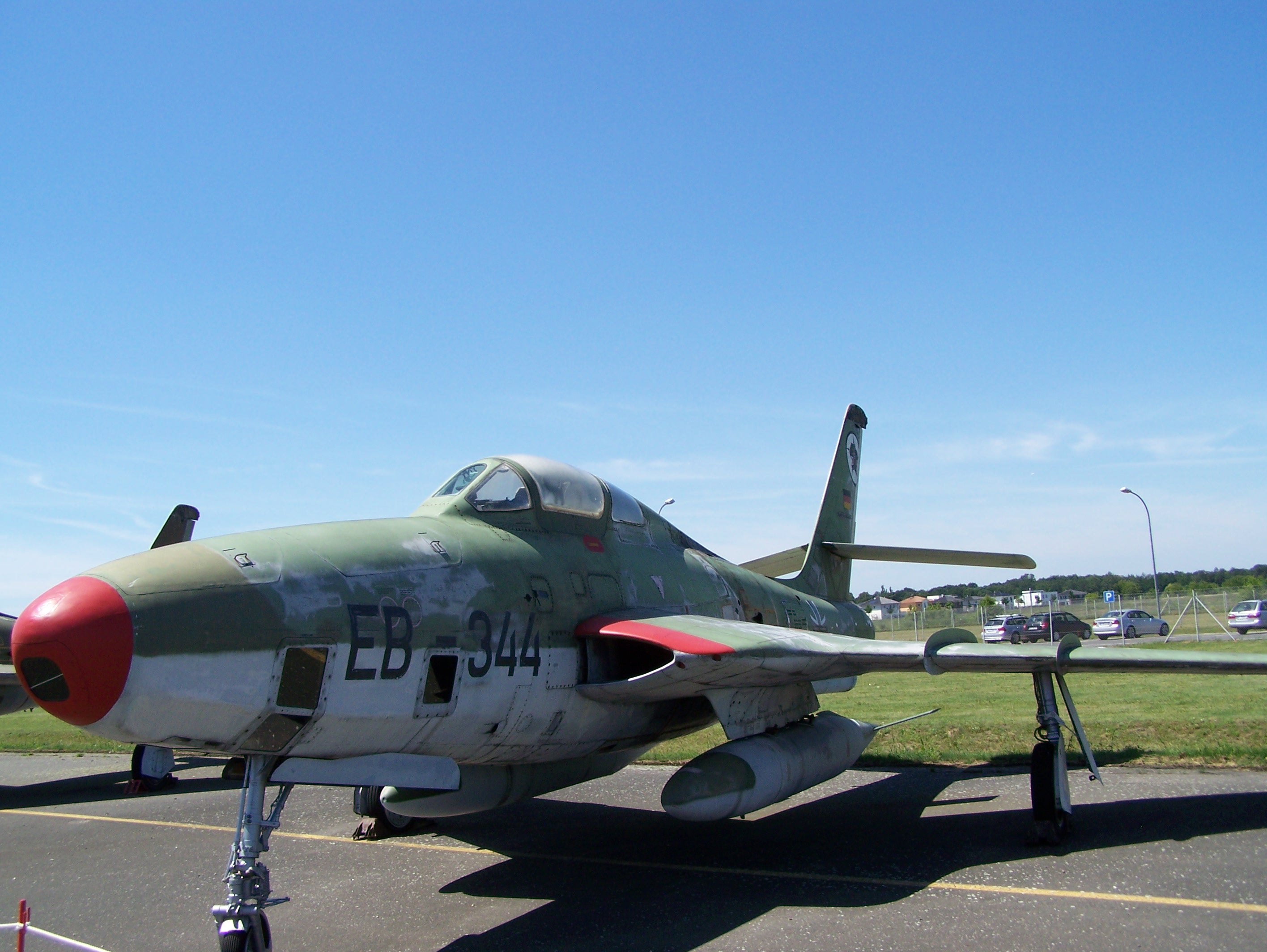
RF-84F Thunderflash
Formacja F-84 w 1952
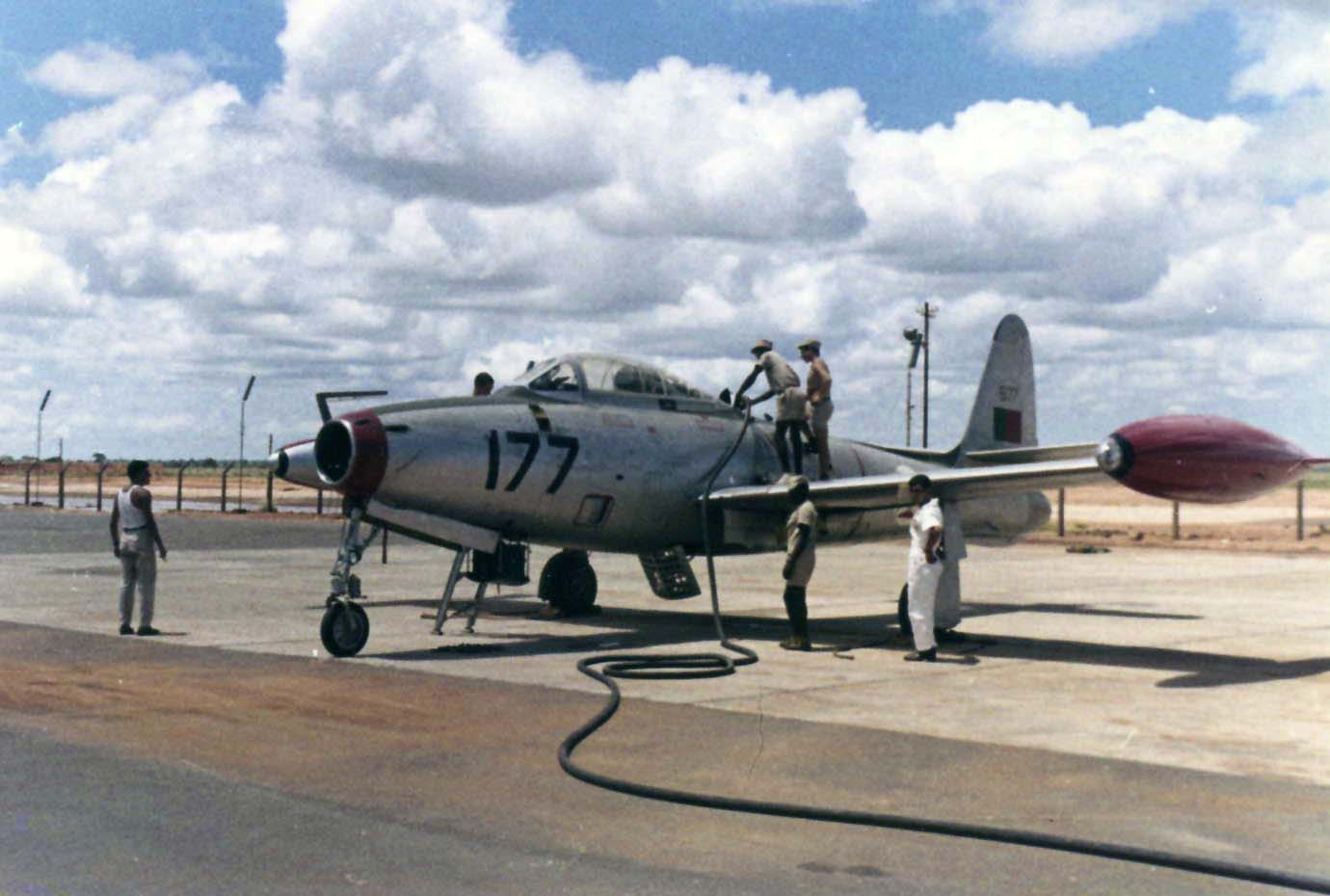
Portugalski F-84
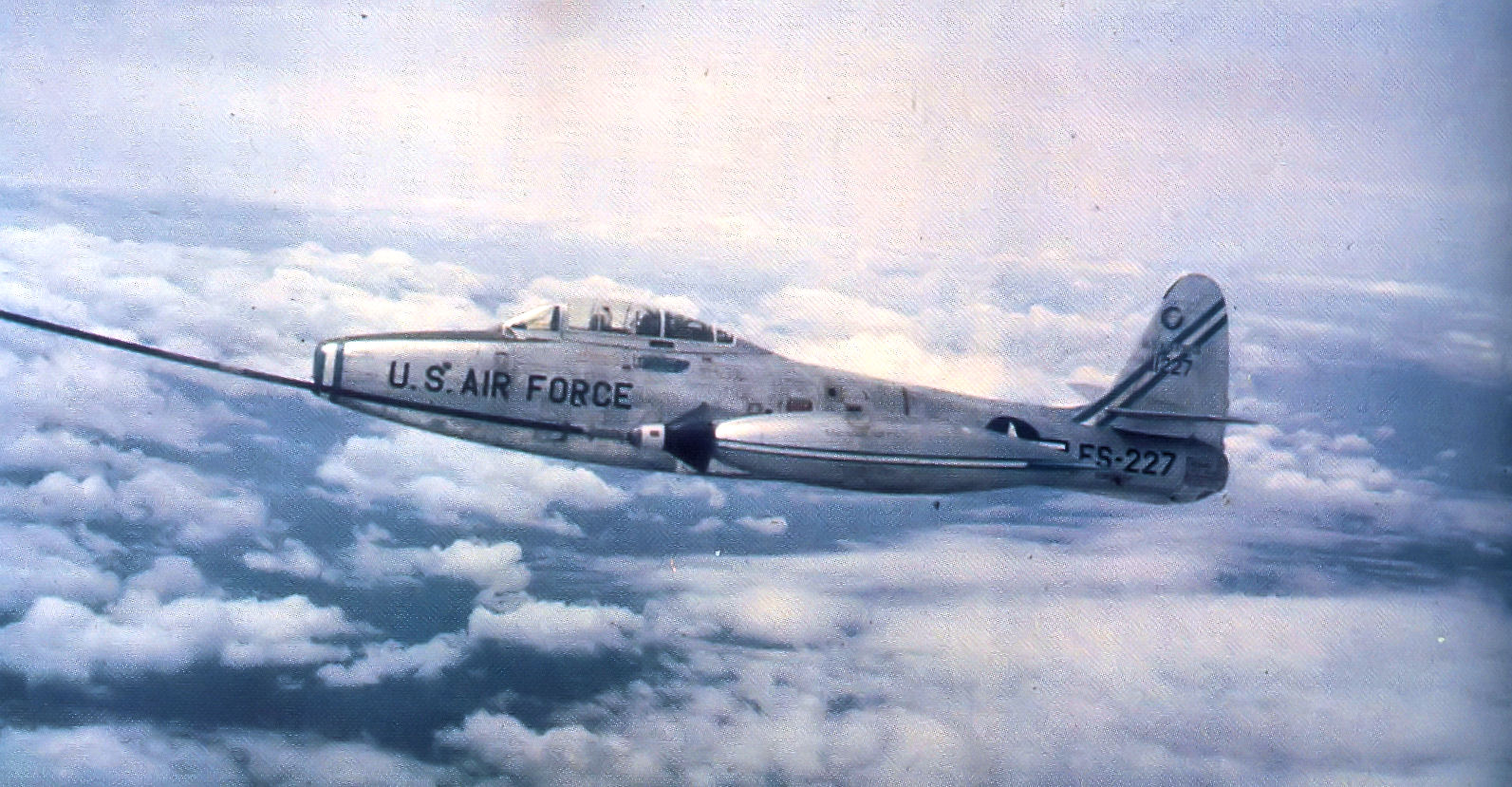
F-84G tankujący przewodem giętkim w 1954

## Użytkownicy

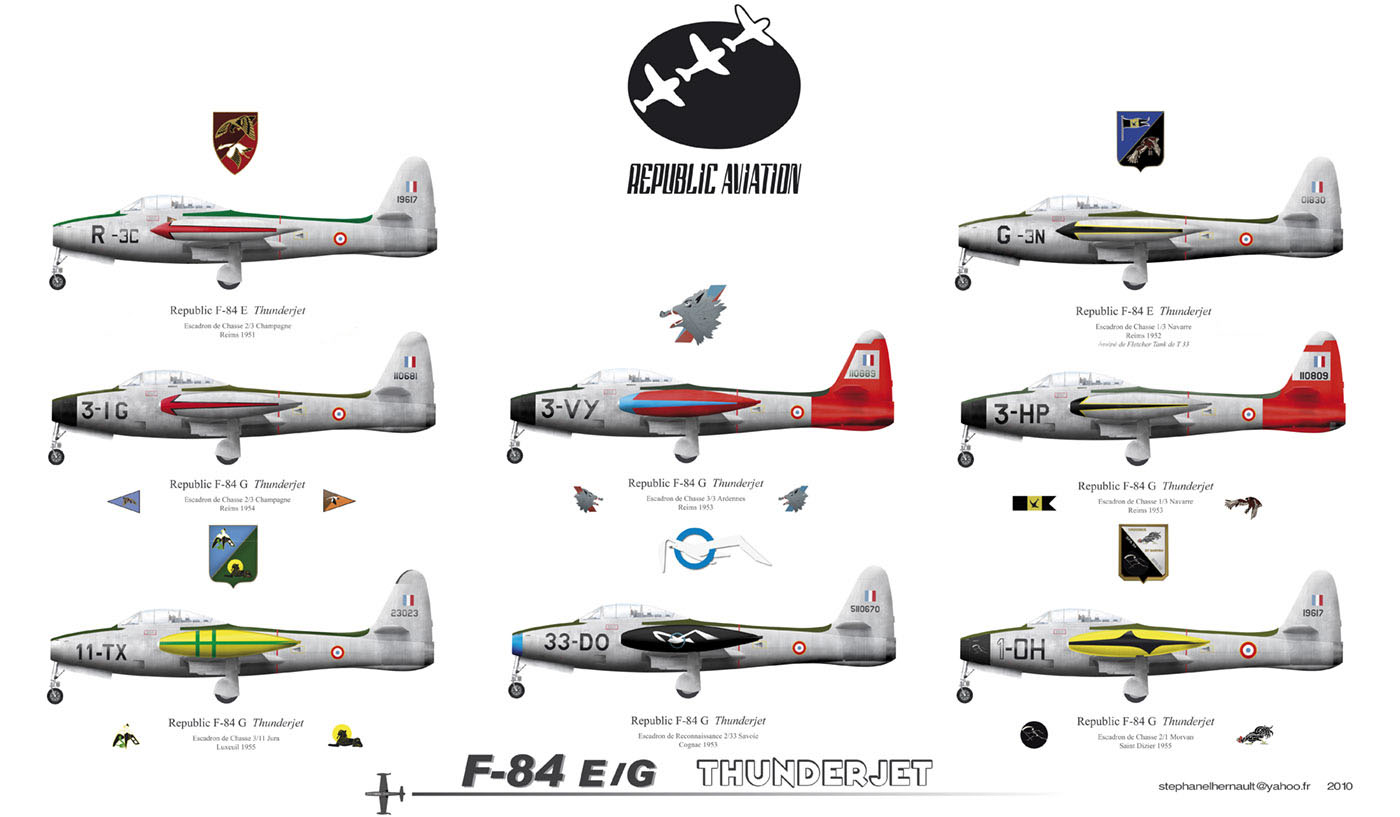
F-84E/G

F-84G był użytkowany w wielu państwach, głównie NATO, samoloty były przekazywane przez USA w ramach Military Assistance Program (MAP) lub Mutual Defence Aid Program (MDAP).
 Belgia
- Force Aêrienne Belge (192× F-84G, 21 F-84E 1951-1955)

 Dania
- Flyvevåbnet (238× F-84G, 6× F-84E 1951-1961)

 Francja
- Armée de l’air (324× F-84G, 30 F-84E 1951-1955)

 Królestwo Grecji
- Polemikí Aeroporía (171× F-84G 1952-1960)

 Holandia
- Koninklijke Luchtmacht (166× F-84G, 20 F-84E, 21× RF-84E 1951-1956)

 Persja
- Imperialne Irańskie Siły Powietrzne (Ex-US: 34× F-84G 1957-1965)

 Jugosławia
- Jugoslavensko ratno zrakoplovstvo (Ex-US: 136× F-84G od 1953, holenderskie: 33 F-84G od 1957, greckie: 60 F-84G od 1959)

 Norwegia
- Luftforsvaret (200× F-84G 1952-1960, 6 (R)F-84E 1951-1956)

 Portugalia
- Força Aérea Portuguesa (125× F-84G, 10 F-84E 1953-1973)

 Tajlandia
- Kong Thab Akat Thai (Ex-US: 30× F-84G 1956–1963)

 Tajwan
- Siły Powietrzne Republiki Chińskiej (170× F-84G od 1951)

 Stany Zjednoczone
- United States Air Force (226 F-84B, 191 F-84C, 154 F-84D, 743 F-84E, 789 F-84G od 1947)

 Turcja
- Türk Hava Kuvvetleri (300× F-84G 1952-1965)

 Włochy
- Aeronautica Militare Italiana (250× F-84G 1952-1957)